# Luís de Saboia-Nemours
Luis de Saboia-Nemours  nasceu em  1615 e morreu  a 16 de Setembro de 1641. Foi Duque de Genebra, Duque de Némours, e Duque de Aumale entre 1632 e 1641. Filho de Henrique I de Saboia-Nemours e de Ana de Lorraine, duquesa de Aumale.
Não se casou e foi o seu irmão Carlos Amadeu que lhe sucedeu. 
| Antecessor                   | Luis de Saboia-Nemours 1615 - †1641           | Sucessor                                |
| ---------------------------- | --------------------------------------------- | --------------------------------------- |
| Henrique I de Saboia-Nemours | Brasão dos Saboia-Nemours                     | Carlos Amadeu de Saboia-Nemours         |
|                              | Duque de Genebra Duque de Némours (1595-1632) |                                         |
| Ana de Aumale                | Duque de Aumale (1618-1638)                   | Carlos Amadeu da casa de Saboia-Nemours |